# المالكوها ذو البطن الكستنائي
المالكوها ذو البطن الكستنائي (Phaenicophaeus sumatranus) هو نوع من الوقواق من فصيلة Cuculidae.
يوجد في بروناي، إندونيسيا، ماليزيا، ميانمار، سنغافورة، وتايلاند.
موائله الطبيعية هي الغابات المنخفضة الرطبة شبه الاستوائية أو الاستوائية، غابات المانغروف شبه الاستوائية أو الاستوائية، والأراضي الرطبة شبه الاستوائية أو الاستوائية.
يُهدد بفقدان الموائل.
لا يجب الخلط بينه وبين المالكوها ذو الـصدر الكستنائي.

## الوصف
ريشه على ظهره أخضر داكن ولامع، بينما يكون لون حلقه وصدره وتاجه رماديًا. الجانب السفلي من أجنحته أخضر وأصفر.

## الغذاء
يتغذى المالكوها ذو البطن الكستنائي على الفواكه والبذور والزهور والبراعم الورقية.